# Carlos Mazón Guixot
Carlos Mazón Guixot   (Alacant, 8 d'abril de 1974), també conegut com a Carles Mazón i Guixot, és un polític valencià. Des de 2023, és el 9é president de la Generalitat Valenciana gràcies al suport del seu partit, el Partit Popular (PP), i de Vox. Anteriorment, va ser president de la Diputació d'Alacant (2019-2023) i alt càrrec dels diversos governs presidits per Eduardo Zaplana primer i Francisco Camps després. El seu pas per la política també està marcat per l'anticatalanisme  i per la gestió de l'emergència de les inundacions de la DANA de 2024, on van morir més de 200 persones.

## Biografia
Des de jove va rebre formació musical en piano, solfeig i guitarra. Llicenciat en Dret a la Universitat d’Alacant (UA) l'any 1997, és en l'època universitària quan s'inicia en política militant a la branca juvenil del PP Nuevas Generaciones.
Mazón és nomenat director de l'Institut Valencià de la Joventut (IVAJ) amb l'arribada d'Eduardo Zaplana a la Generalitat Valenciana el 1995. El 2003, el nou president de la Generalitat Francisco Camps l'ascendeix al càrrec de director general de Comerç i Consum, i el 2004 a la de Consum i Seguretat Industrial, a les ordres del conseller Miguel Peralta. En aquesta etapa serà responsable del servei d'Inspecció tècnica de vehicles (ITV) que fou privatitzada pels governs del PP, adjudicació de la qual va ser objecte d'investigació judicial en l'anomenat Cas Erial que va condemnar a Zaplana a deu anys de presó. Mazón no es va veure implicat segons la mateixa sentència.
La filiació zaplanista de Carlos Mazón, una facció interna del partit que en aquell moment mantenia una rivalitat amb els campsisme, l'apartà de la Generalitat i aquest torna a la seua demarcació d'origen (Alacant) per a obtindre l'acta de regidor a l'ajuntament de Catral (El Baix Segura) i la de diputat provincial a la Diputació d'Alacant que controlaven els anomenats zaplanistes, amb José Joaquín Ripoll com a capitost i president de la Diputació. Mazón serà vicepresident i responsable de l'àrea de carreteres de l'executiu provincial. Durant aquesta etapa va estar imputat en l'anomenat Cas Brugal pel presumpte finançament il·legal de la fundació de l'Hèrcules Club de Futbol a través de diverses empreses que contractaven obra pública amb la Diputació.
L'any 2009 abandona la vicepresidència de la Diputació (però no l'acta de diputat provincial ni de regidor de Catral) per ser contractat com a director gerent a la Cambra de Comerç d’Alacant, compatibilitzant els càrrecs els dos anys restants de legislatura. El seu retorn a la política institucional no serà fins a l'any 2019 quan aconseguí l'acta de regidor a l'Ajuntament d'Alacant i s'erigí en president de la Diputació d'Alacant. En 2020 ascendeix a la presidència del PP a la província d'Alacant i un any més tard a la de l'executiva regional del partit, en substitució de l'anterior lider Isabel Bonig Trigueros.

### President de la Generalitat Valenciana
El 2023 va liderar la candidatura del PP a les eleccions a les Corts Valencianes aconseguint ser el partit més votat tot i que va necessitar el suport del partit ultradretà Vox per esdevenir president de la Generalitat Valenciana. Vox s'incorporà al Consell de Mazón amb una vicepresidència encarnada amb el torero Vicente Barrera i dues conselleries. També a les Corts el PP va cedir la presidència de la cambra a la diputada antiavortista Llanos Massó.
Algunes de les primeres mesures del seu govern van la reestructuració del sector públic empresarial, la dissolució de la Unitat Valenciana d'Emergències, i la modificació de la limitació de permetre la construcció d'hotels de 500 metres a 200 metres de la costa que establia el Pla d'Acció Territorial de la Infraestructura Verda del Litoral (PATIVEL).

#### Trencament del govern de coalició amb VOX
L'11 de juliol de 2024 Vox va trencar el pactes de govern pel suport popular al repartiment a altres comunitats autònomes de menors migrants arribats a Canàries, i el Partit Popular de la Comunitat Valenciana va passar a governar en minoria, reestructurant el Consell de Govern

#### Desastres i morts del 2024
Durant el seu govern va tenir lloc l'Incendi de València de 2024 que va causar deu víctimes mortals i la gota freda de 2024 al País Valencià, que va causar centenars de morts. Durant l'emergència, el seu govern va refusar l'ajuda que oferia la Generalitat de Catalunya, fent tornar els equips d'emergències que ja estaven en camí.

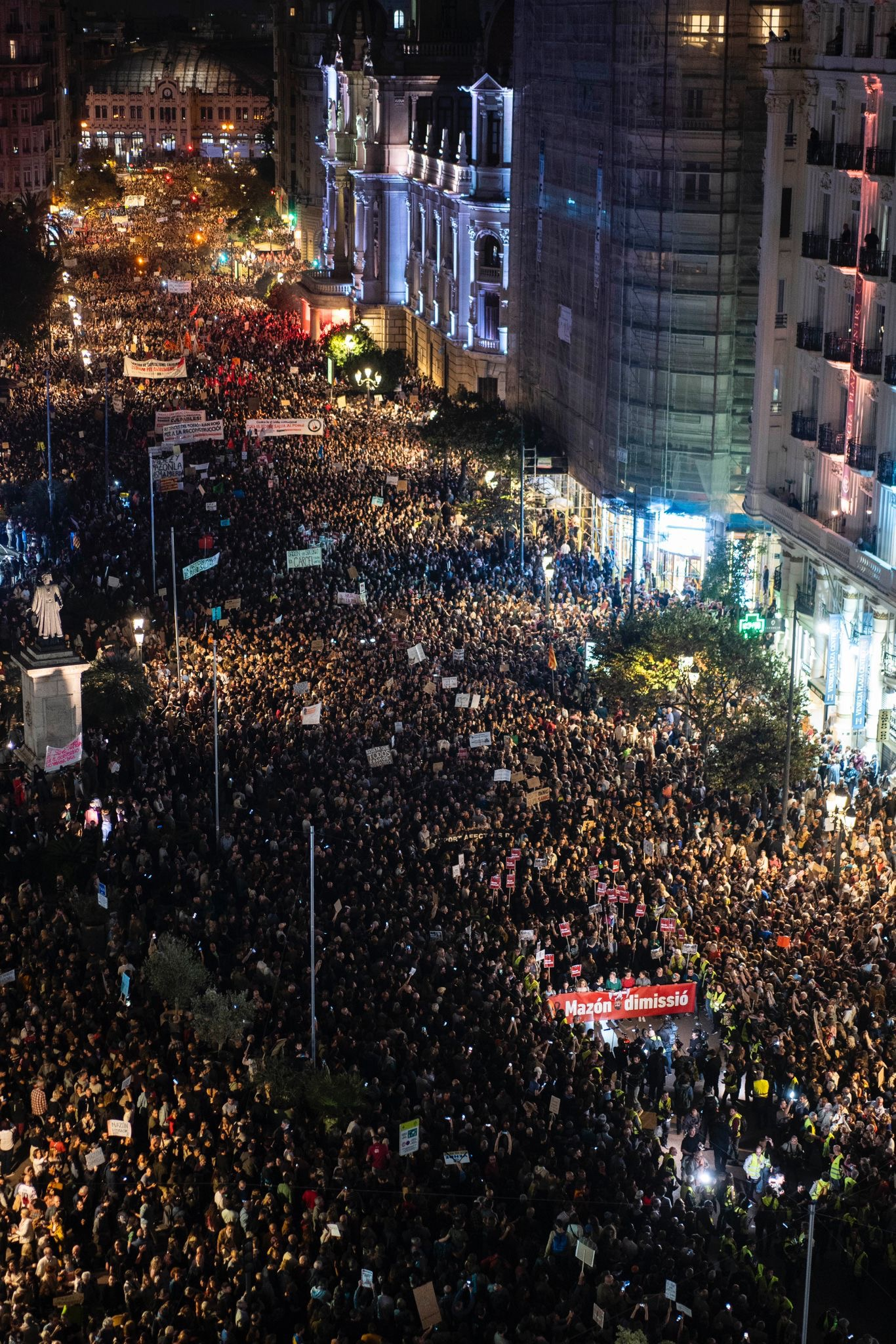
Manifestació contra el govern de Carlos Mazón al seu pas per la plaça de l'Ajuntament de València

El 9 de novembre de 2024, unes 130.000 persones van protestar a València, demanant la dimissió de Mazón i Pedro Sánchez per la gestió de les inundacions. Una segona manifestació va aplegar desenes de milers de ciutadans el 30 de novembre a València des de la plaça de l'Ajuntament de la ciutat fins a la plaça de la Mare de Déu, canviant el recorregut de l'anterior per evitar que es repetís el llançament de pintura i fang al Palau de la Generalitat Valenciana. Des de llavors es va convocar una manifestació cada mes.

#### Legislació contra la llengua valenciana
El govern de Mazón va modificar la llei d'educació, eliminant el coneixement per defecte de la llengua valenciana, i a la zona valencianoparlant fa que les famílies, i no el consell escolar com en la llei anterior, qui escolleixin la llengua vehicular per entre el 50 i el 60% de les matèries, i en cas de discrepància, si almenys el 25% de famílies hi estan a favor, es faria una doble línia.
El govern de Mazón va modificar la llei per a la corporació audiovisual del País Valencià permet el contingut en castellà a À Punt, i va establir el Pla de Simplificació Administrativa suprimint l'obligació de l'administració d'iniciar les comunicacions en valencià i reduint el requisit mínim del personal d'un títol C1 a un B1.

#### Crisi de govern de novembre de 2024
El 15 de novembre de 2024, durant la compareixença a les Corts Valencianes per a explicar la gestió de la catàstrofe va anunciar una crisi de govern per a abordar la gestió de la Gota freda de 2024 al País Valencià. El 18 de novembre va anunciar la destitució de Nuria Montes com a consellera d'Innovació, Indústria, Comerç i Turisme i la seua substitució per Marián Cano. El 19 de novembre anuncià el nomenament de Francisco José Gan Pampols, militar en la reserva, com a vicepresident de la Reconstrucció Econòmica i Social amb objectiu de centralitzar les accions destinades a la recuperació i normalització econòmica i social del País Valencià, i el 20 de novembre va destituir la consellera de Justícia i Interior, Salomé Pradas, divint la conselleria en la conselleria d'Emergències i Interior, dirigida per Juan Carlos Valderrama i la consellera de Justícia encapçalada per Núria Martínez.
El 20 de novembre de 2024 Alfred Costa va dimitir com a director general d'À Punt per motius personals, després que es fes públic que el president de la Generalitat va oferir a Maribel Vilaplana la direcció del mitjà.
El 23 de novembre de 2024 va tenir lloc una manifestació des de la Plaça Sant Agustí de la ciutat de València en defensa l'escola pública i contra la gestió inadequada de la gota freda per part del Govern valencià, tot i això, del 25 de febrer al 4 de març de 2025 les famílies de l'alumnat des de 2n cicle d'Infantil, Primària i els tres primers cursos d'Educació Secundària Obligatòria (ESO) van ser consultades si el valencià o el castellà havia de ser la llengua base en l'ensenyament, i el valencià es va imposar amb un 50,53% dels vots, i de manera aclaparadora a les comarques on domina lingüísticament el valencià, un 70,5% a Castelló i un 57,8% a València, en canvi, el castellà va guanyar amb el 66% dels vots, tanmateix, la Conselleria d'Educació, liderada per José Antonio Rovira, ha denegat la creació d'unitats en valencià a les comarques castellanoparlants en què va guanyar l'elecció del valencià.

#### Represa de l'acord amb Vox
El 17 de març de 2025 Carlos Mazón va anunciar l'acord amb Vox per aprovar els pressupostos de la Generalitat Valenciana per al 2025, que es va fer efectiu el 28 de maig.

### Carrera musical
Fou un dels fundadors i líders del grup musical Marengo juntament amb els seus companys d'universitat Carlos Robles i Jorge Orts. Era un dels dos vocalistes del conjunt i el responsable dels acompanyaments amb la pandereta. El grup l'any 2011 fou preseleccionat per representar Espanya al Festival de la Cançó d'Eurovisió i l'any 2013 varen fer una gira per la província d'Alacant i la Regió de Múrcia.